# Bassaniodes cribratus
Bassaniodes cribratus es una especie de araña cangrejo del género Bassaniodes, familia Thomisidae. Fue descrita científicamente por Simon en 1885.

## Distribución
Esta especie se encuentra en el Mediterráneo, Rusia, Turquía, Cáucaso, Irán, China y Corea.